# Sai Mai
Sai Mai (tiếng Thái: สายไหม; IPA: [sǎːj mǎj]) là một trong 50 quận (Khet) của thủ đô Băng Cốc, Thái Lan. Những quận/huyện lân cận quận Sai Mai, theo chiều kim đồng hồ từ hướng bắc, gồm có: huyện Lam Luk Ka thuộc tỉnh Pathum Thani; quận Khlong Sam Wa, Bang Khen và Don Mueang thuộc Băng Cốc.

## Lịch sử
Sai Mai là tên gọi của một bản (muban) trong phân huyện (tambon) Khu Khot, huyện Lam Luk Ka, tỉnh Pathum Thani. Muban này được sáp nhập vào tỉnh Bang Khen và thăng cấp trở thành phân huyện (tambon) vào năm 1940. Từ ngày 21 tháng 11 năm 1997, do phù hợp với tiêu chí dân số, khu vực Sai Mai được nâng cấp trở thành một quận thuộc thủ đô Băng Cốc, nhằm phát huy tốt hơn công tác quản lý và điều hành.

## Địa điểm
- Wat Amarawanaram
- Trường Sarasas Witaed Saimai

## Hành chính
Quận Sai Mai được chia thành 3 phân quận (Khwaeng).
| 1. | Sai Mai       | สายไหม  |  |
| 2. | O Ngoen       | ออเงิน   |  |
| 3. | Khlong Thanon | คลองถนน |  |

## Hội đồng Quận
Hội đồng Quận Sai Mai có 8 thành viên, mỗi người có nhiệm kỳ hoạt động trong 4 năm. Cuộc bầu cử gần đây nhất diễn ra vào ngày 30 tháng 4 năm 2006. Kết quả như sau:
- Đảng Người Thái yêu người Thái - 8 ghế

Hiện nay, những thành viên này thuộc về Đảng Dân chủ (Thái Lan).